# Pälden Dragpa
Pälden Dragpa  (?-1729) was een Tibetaans geestelijke. Hij was de eerste tulku als Hortsang Sertri (hor tshang gser khri). Hij was de eenenvijftigste Ganden tripa van 1722 tot 1729 en daarmee de hoofdabt van het klooster Ganden en hoogste geestelijke van de gelugtraditie in het Tibetaans boeddhisme.

## Biografie
Pälden Dragpa kreeg al op jonge leeftijd de wijding tot novice van de 6e Tatsak Ngawang Könchok Nyima, die later zijn leraar zou worden. Na een basisopleiding schreef hij zich in bij het Gomang-college van het Drepungklooster in Lhasa. Daar bestudeerde hij de belangrijke onderdelen van het gelug curriculum. Vervolgens ging hij naar het Gyuto-college om tantra te studeren. Behalve bij de 6e Tatsak lama studeerde hij ook bij de 2e Pänchen lama Lobsang Yeshe en de 49e Ganden tripa Lobsang Dargye. Hij wilde na zijn studie eigenlijk U-Tsang verlaten, maar zou via het Nechung-orakel de boodschap hebben gekregen om dat niet te doen.
Hij werd abt van het Gyuto-college en van het Shartse-college van het Gandenklooster. In 1721 werd hij gekozen tot 51e Ganden tripa. Hij bleef dit gedurende de gebruikelijke termijn van 7 jaar, tot 1728. In deze tijd gaf hij in het klooster onderricht in soetra en tantra en leidde de belangrijke religieuze vieringen. Ook was hij de persoonlijk tutor van de 7e Dalai lama, Kälsang Gyatso. Daarnaast werd hij door de Dalai lama naar Tso-ngon in Amdo gezonden in verband met ongeregeldheden, waarvan hij een vreedzaam einde wist te bewerkstelligen. 
Pälden Dragpa overleed een jaar na zijn ambtstermijn, in 1729. Een neef van hem, Lobsang Tendzin Gyatso (1731-1747), werd aangemerkt als zijn reïncarnatie. Deze nam de naam Hortsang Sertri van zijn oom aan.